# بيت السدو
بيت السدو هو بيت تراثي كويتي أسس عام 1979 ليحافظ على صناعة السدو التقليدية والتي تشمل نسيج وحياكة الصوف وصناعة الخيام وبيوت الشعر. كما تقام فيه عدد من المعارض الفنية السنوية والدورات التدريبية.

## تاريخ
بني البيت من الطين في عام 1936، و عندما اشتراه يوسف المرزوق قام بهدمه وإعادة بنائه ليكون أول بيت مبني من الأسمنت المسلح في الكويت. و في عام 1938 بيع البيت إلى شيرين بهبهاني الذي أدخل بعض التعديلات على البيت. و صار البيت ضمن البيوت التي استملكتها الحكومة الكويتية خلال الستينات من القرن العشرين للحفاظ على بعض المباني القديمة. و في عام 1979 أسس بيت السدو ليحافظ على صناعة السدو التقليدية.

## التصميم
صمم البيت على الطراز الكويتي القديم متأثراً بالعمارة الإسلامية والهندية. و يتكون البيت من أربع ساحات (أحواش) و هي حوش الديوانية وحوش الضيوف وحوش المطبخ وحوش الحريم.